# Асиак (река)
Асиак (англ. Asiak River) — река на севере Канады в территории Нунавут, впадающая в залив Коронейшен на сравнительно ровном песчаном побережье. Исток на высоте 433 м над уровнем моря в озере Атанириик приблизительно в 74 км (40 миль) к югу от устья. Течёт преимущественно на север.

## История исследования
В 1910 году капитан Josephy Bernard поднялся на своей шхуне «Teddy Bear» на некоторое расстояние вверх по реке. В период с 1910 по 1920 год он трижды зимовал в устье реки. Шхуна Бернарда имела осадку 1,8 м (6 футов), однако в 1954 году проникнуть в устье было сложно даже на каноэ из-за баров и песчаных отмелей.

## Близлежащие населённые пункты
Эскимосская деревня Куглуктук расположена приблизительно в 30 километрах к западу от устья реки Асиак.